# Simona Kóšová
Simona Kóšová est une ancienne joueuse slovaque de volley-ball née le 27 mars 1992 à Komárno. Elle mesure 1,87 m et jouait au poste de centrale. Elle a totalisé 36 sélections en équipe de Slovaquie. Elle a mis un terme à sa carrière de volleyeuse professionnelle en 2019.

## Clubs
| Club                   | De        | À         |
| ---------------------- | --------- | --------- |
| VK Komárno             |           | 2005-2006 |
| Slávia UK Bratislava   | 2007-2008 | 2013-2014 |
| Ladies in Black Aachen | 2014-2015 | 2015-2016 |
| 1. VC Wiesbaden        | 2016-2017 | 2018-2019 |

## Palmarès
- Championnat de Slovaquie
  - Vainqueur : 2008, 2010, 2011, 2013.
  - Finaliste : 2009, 2012, 2014.
- Coupe de Slovaquie
  - Vainqueur : 2010, 2013.
  - Finaliste : 2008, 2009, 2011, 2012, 2014.
- Coupe d'Allemagne
  - Finaliste : 2015, 2018.